# Campeonato Brasileiro de Futebol Sub-20 de 2025 - Série A
O Campeonato Brasileiro de Futebol Sub-20 de 2025, oficialmente Campeonato Brasileiro Sub-20 de 2025 – Série A, é a 11.ª edição da principal divisão do futebol brasileiro da categoria Sub-20 e organizada pela Confederação Brasileira de Futebol (CBF). A competição disputada apenas por jogadores nascidos a partir de 2005, ou seja, é restrita à categoria Sub-20.
Essa edição, está sendo disputada no mesmo formato que a edição anterior e contará com a novidade da criação de um divisão inferior. Em 2025, será dado pontapé no mais novo torneio e divisão nacional, a Série B Sub-20. As novidades do Calendário Nacional de Base, ainda conta com o retorno da Copa do Nordeste Sub-20, a criação do Campeonato Brasileiro na categoria Sub-15 e ampliações do Campeonato Brasileiro Sub-17 e na Copa do Brasil Sub-20. Já os primeiros rebaixados a nova divisão nacional na categoria, foram o Atlético Goianiense, Atlético Mineiro e o Internacional, que irão disputar pela primeira vez a Série B do Sub-20 em 2026.

## Regulamento
O Sub-20 de 2025 é disputado por vinte clubes, em grupo único e dividido em duas fases conforme o Regulamento Específico da Competição. Na primeira fase, as vinte equipes jogarão entre si em jogos de ida, avançando para a fase seguinte as oito melhores equipes de cada grupo. Na última fase, as oito melhores equipes jogarão no sistema eliminatório e com jogos de ida, até a semifinal. A final do campeonato será realizado em jogo de ida e volta.
- Primeira fase: 20 clubes jogando contra todos em turno único.
- Segunda fase: 8 melhores clubes classificados na fase anterior, jogando no sistema eliminatório e com jogos de ida até a semifinal. Sendo o campeonato decidido em final de dois jogos.

Ao final da competição, o campeão se classifica à Copa Libertadores Sub-20 de 2026, caso a mesma venha a ocorrer. Os 3 (três) Clubes últimos colocados na classificação final da 1ª fase, descenderão para o Campeonato Brasileiro – Série B Sub-20 de 2026.

### Critérios de desempate
Em caso de empate por pontos entre dois clubes, os critérios de desempate foram aplicados na seguinte ordem:
1. Número de vitórias;
2. Saldo de gols;
3. Gols pró (marcados);
4. Confronto direto;
5. Menor número de cartões vermelhos;
6. Menor número de cartões amarelos;
7. Sorteio.

## Participantes
| Equipe               | Cidade            | Estado | Em 2024 | Estádio (mando)             | Capacidade | Títulos              |
| -------------------- | ----------------- | ------ | ------- | --------------------------- | ---------- | -------------------- |
| América Mineiro      | Belo Horizonte    | MG     | 12.º    | Estádio das Alterosas       | 2 000      | 0 (não possui)       |
| Athletico Paranaense | Curitiba          | PR     | 3.º     | CT do Caju                  | 1 367      | 0 (não possui)       |
| Atlético Goianiense  | Goiânia           | GO     | 20.º    | CT do Dragão                | —          | 0 (não possui)       |
| Atlético Mineiro     | Belo Horizonte    | MG     | 14.º    | Arena do Jacaré             | 18 870     | 1 (2020)             |
| Bahia                | Salvador          | BA     | 10.º    | Joia da Princesa            | 16 274     | 0 (não possui)       |
| Botafogo             | Rio de Janeiro    | RJ     | 16.º    | Nilton Santos               | 44 661     | 0 (não possui)       |
| Corinthians          | São Paulo         | SP     | 18.º    | Parque São Jorge            | 18 500     | 0 (não possui)       |
| Cruzeiro             | Belo Horizonte    | MG     | 2.º     | CT Toca da Raposa I         | 1 000      | 1 (2017)             |
| Cuiabá               | Cuiabá            | MT     | 13.º    | CT Manoel Dresch            | —          | 0 (não possui)       |
| Flamengo             | Rio de Janeiro    | RJ     | 5.º     | Gávea                       | 8 000      | 2 (2019 e 2023)      |
| Fluminense           | Rio de Janeiro    | RJ     | 9.º     | Estádio das Laranjeiras     | 8 000      | 1 (2015)             |
| Fortaleza            | Fortaleza         | CE     | 4.º     | CT Ribamar Bezerra          | —          | 0 (não possui)       |
| Grêmio               | Porto Alegre      | RS     | 6.º     | CT Presidente Hélio Dourado | 1 500      | 0 (não possui)       |
| Internacional        | Porto Alegre      | RS     | 17.º    | Morada dos Quero-Queros     | 1 487      | 0 (não possui)       |
| Juventude            | Caxias do Sul     | RS     | ND      | Homero Soldatelli           | 1 500      | 0 (não possui)       |
| Palmeiras            | São Paulo         | SP     | 1.º     | Allianz Parque              | 43 713     | 3 (2018, 2022, 2024) |
| Red Bull Bragantino  | Bragança Paulista | SP     | 19.º    | CPD Atibaia                 | 1 000      | 0 (não possui)       |
| Santos               | Santos            | SP     | 8.º     | CT Rei Pelé                 | —          | 0 (não possui)       |
| São Paulo            | São Paulo         | SP     | 15.º    | CT de Cotia                 | 1 500      | 0 (não possui)       |
| Vasco da Gama        | Rio de Janeiro    | RJ     | ND      | São Januário                | 21 680     | 0 (não possui)       |

## Estádios
| América Mineiro | Athletico Paranaense | Atlético Goianiense | Atlético Mineiro | Bahia | Botafogo                        |
| --- | --- | --- | --- | --- | ------------------------------- |
| Estádio das Alterosas | CT do Caju | CT do Dragão | Arena do Jacaré | Joia da Princesa | Nilton Santos                   |
| Capacidade: 2 000 | Capacidade: 1 367 | Capacidade: — | Capacidade: 18 870 | Capacidade: 16 274 | Capacidade: 44 661              |
| | | | | |                                 |
| Corinthians | \| América-MG Athletico-PR Atlético-GO Atlético-MG Bahia Cruzeiro Cuiabá Fortaleza Grêmio Internacional Juventude RB Bragantino Santos Rio de Janeiro Rio de Janeiro: Botafogo Flamengo Fluminense Vasco da Gama São Paulo São Paulo: Corinthians Palmeiras São PauloLocalização dos times por Estado. Localização das equipes participantes da Série A de 2025 \| | \| América-MG Athletico-PR Atlético-GO Atlético-MG Bahia Cruzeiro Cuiabá Fortaleza Grêmio Internacional Juventude RB Bragantino Santos Rio de Janeiro Rio de Janeiro: Botafogo Flamengo Fluminense Vasco da Gama São Paulo São Paulo: Corinthians Palmeiras São PauloLocalização dos times por Estado. Localização das equipes participantes da Série A de 2025 \| | \| América-MG Athletico-PR Atlético-GO Atlético-MG Bahia Cruzeiro Cuiabá Fortaleza Grêmio Internacional Juventude RB Bragantino Santos Rio de Janeiro Rio de Janeiro: Botafogo Flamengo Fluminense Vasco da Gama São Paulo São Paulo: Corinthians Palmeiras São PauloLocalização dos times por Estado. Localização das equipes participantes da Série A de 2025 \| | \| América-MG Athletico-PR Atlético-GO Atlético-MG Bahia Cruzeiro Cuiabá Fortaleza Grêmio Internacional Juventude RB Bragantino Santos Rio de Janeiro Rio de Janeiro: Botafogo Flamengo Fluminense Vasco da Gama São Paulo São Paulo: Corinthians Palmeiras São PauloLocalização dos times por Estado. Localização das equipes participantes da Série A de 2025 \| | Cruzeiro                        |
| Parque São Jorge | \| América-MG Athletico-PR Atlético-GO Atlético-MG Bahia Cruzeiro Cuiabá Fortaleza Grêmio Internacional Juventude RB Bragantino Santos Rio de Janeiro Rio de Janeiro: Botafogo Flamengo Fluminense Vasco da Gama São Paulo São Paulo: Corinthians Palmeiras São PauloLocalização dos times por Estado. Localização das equipes participantes da Série A de 2025 \| | \| América-MG Athletico-PR Atlético-GO Atlético-MG Bahia Cruzeiro Cuiabá Fortaleza Grêmio Internacional Juventude RB Bragantino Santos Rio de Janeiro Rio de Janeiro: Botafogo Flamengo Fluminense Vasco da Gama São Paulo São Paulo: Corinthians Palmeiras São PauloLocalização dos times por Estado. Localização das equipes participantes da Série A de 2025 \| | \| América-MG Athletico-PR Atlético-GO Atlético-MG Bahia Cruzeiro Cuiabá Fortaleza Grêmio Internacional Juventude RB Bragantino Santos Rio de Janeiro Rio de Janeiro: Botafogo Flamengo Fluminense Vasco da Gama São Paulo São Paulo: Corinthians Palmeiras São PauloLocalização dos times por Estado. Localização das equipes participantes da Série A de 2025 \| | \| América-MG Athletico-PR Atlético-GO Atlético-MG Bahia Cruzeiro Cuiabá Fortaleza Grêmio Internacional Juventude RB Bragantino Santos Rio de Janeiro Rio de Janeiro: Botafogo Flamengo Fluminense Vasco da Gama São Paulo São Paulo: Corinthians Palmeiras São PauloLocalização dos times por Estado. Localização das equipes participantes da Série A de 2025 \| | CT Toca da Raposa I             |
| Capacidade: 18 500 | \| América-MG Athletico-PR Atlético-GO Atlético-MG Bahia Cruzeiro Cuiabá Fortaleza Grêmio Internacional Juventude RB Bragantino Santos Rio de Janeiro Rio de Janeiro: Botafogo Flamengo Fluminense Vasco da Gama São Paulo São Paulo: Corinthians Palmeiras São PauloLocalização dos times por Estado. Localização das equipes participantes da Série A de 2025 \| | \| América-MG Athletico-PR Atlético-GO Atlético-MG Bahia Cruzeiro Cuiabá Fortaleza Grêmio Internacional Juventude RB Bragantino Santos Rio de Janeiro Rio de Janeiro: Botafogo Flamengo Fluminense Vasco da Gama São Paulo São Paulo: Corinthians Palmeiras São PauloLocalização dos times por Estado. Localização das equipes participantes da Série A de 2025 \| | \| América-MG Athletico-PR Atlético-GO Atlético-MG Bahia Cruzeiro Cuiabá Fortaleza Grêmio Internacional Juventude RB Bragantino Santos Rio de Janeiro Rio de Janeiro: Botafogo Flamengo Fluminense Vasco da Gama São Paulo São Paulo: Corinthians Palmeiras São PauloLocalização dos times por Estado. Localização das equipes participantes da Série A de 2025 \| | \| América-MG Athletico-PR Atlético-GO Atlético-MG Bahia Cruzeiro Cuiabá Fortaleza Grêmio Internacional Juventude RB Bragantino Santos Rio de Janeiro Rio de Janeiro: Botafogo Flamengo Fluminense Vasco da Gama São Paulo São Paulo: Corinthians Palmeiras São PauloLocalização dos times por Estado. Localização das equipes participantes da Série A de 2025 \| | Capacidade: —                   |
| | \| América-MG Athletico-PR Atlético-GO Atlético-MG Bahia Cruzeiro Cuiabá Fortaleza Grêmio Internacional Juventude RB Bragantino Santos Rio de Janeiro Rio de Janeiro: Botafogo Flamengo Fluminense Vasco da Gama São Paulo São Paulo: Corinthians Palmeiras São PauloLocalização dos times por Estado. Localização das equipes participantes da Série A de 2025 \| | \| América-MG Athletico-PR Atlético-GO Atlético-MG Bahia Cruzeiro Cuiabá Fortaleza Grêmio Internacional Juventude RB Bragantino Santos Rio de Janeiro Rio de Janeiro: Botafogo Flamengo Fluminense Vasco da Gama São Paulo São Paulo: Corinthians Palmeiras São PauloLocalização dos times por Estado. Localização das equipes participantes da Série A de 2025 \| | \| América-MG Athletico-PR Atlético-GO Atlético-MG Bahia Cruzeiro Cuiabá Fortaleza Grêmio Internacional Juventude RB Bragantino Santos Rio de Janeiro Rio de Janeiro: Botafogo Flamengo Fluminense Vasco da Gama São Paulo São Paulo: Corinthians Palmeiras São PauloLocalização dos times por Estado. Localização das equipes participantes da Série A de 2025 \| | \| América-MG Athletico-PR Atlético-GO Atlético-MG Bahia Cruzeiro Cuiabá Fortaleza Grêmio Internacional Juventude RB Bragantino Santos Rio de Janeiro Rio de Janeiro: Botafogo Flamengo Fluminense Vasco da Gama São Paulo São Paulo: Corinthians Palmeiras São PauloLocalização dos times por Estado. Localização das equipes participantes da Série A de 2025 \| |                                 |
| Cuiabá | \| América-MG Athletico-PR Atlético-GO Atlético-MG Bahia Cruzeiro Cuiabá Fortaleza Grêmio Internacional Juventude RB Bragantino Santos Rio de Janeiro Rio de Janeiro: Botafogo Flamengo Fluminense Vasco da Gama São Paulo São Paulo: Corinthians Palmeiras São PauloLocalização dos times por Estado. Localização das equipes participantes da Série A de 2025 \| | \| América-MG Athletico-PR Atlético-GO Atlético-MG Bahia Cruzeiro Cuiabá Fortaleza Grêmio Internacional Juventude RB Bragantino Santos Rio de Janeiro Rio de Janeiro: Botafogo Flamengo Fluminense Vasco da Gama São Paulo São Paulo: Corinthians Palmeiras São PauloLocalização dos times por Estado. Localização das equipes participantes da Série A de 2025 \| | \| América-MG Athletico-PR Atlético-GO Atlético-MG Bahia Cruzeiro Cuiabá Fortaleza Grêmio Internacional Juventude RB Bragantino Santos Rio de Janeiro Rio de Janeiro: Botafogo Flamengo Fluminense Vasco da Gama São Paulo São Paulo: Corinthians Palmeiras São PauloLocalização dos times por Estado. Localização das equipes participantes da Série A de 2025 \| | \| América-MG Athletico-PR Atlético-GO Atlético-MG Bahia Cruzeiro Cuiabá Fortaleza Grêmio Internacional Juventude RB Bragantino Santos Rio de Janeiro Rio de Janeiro: Botafogo Flamengo Fluminense Vasco da Gama São Paulo São Paulo: Corinthians Palmeiras São PauloLocalização dos times por Estado. Localização das equipes participantes da Série A de 2025 \| | Flamengo                        |
| CT Manoel Dresch | \| América-MG Athletico-PR Atlético-GO Atlético-MG Bahia Cruzeiro Cuiabá Fortaleza Grêmio Internacional Juventude RB Bragantino Santos Rio de Janeiro Rio de Janeiro: Botafogo Flamengo Fluminense Vasco da Gama São Paulo São Paulo: Corinthians Palmeiras São PauloLocalização dos times por Estado. Localização das equipes participantes da Série A de 2025 \| | \| América-MG Athletico-PR Atlético-GO Atlético-MG Bahia Cruzeiro Cuiabá Fortaleza Grêmio Internacional Juventude RB Bragantino Santos Rio de Janeiro Rio de Janeiro: Botafogo Flamengo Fluminense Vasco da Gama São Paulo São Paulo: Corinthians Palmeiras São PauloLocalização dos times por Estado. Localização das equipes participantes da Série A de 2025 \| | \| América-MG Athletico-PR Atlético-GO Atlético-MG Bahia Cruzeiro Cuiabá Fortaleza Grêmio Internacional Juventude RB Bragantino Santos Rio de Janeiro Rio de Janeiro: Botafogo Flamengo Fluminense Vasco da Gama São Paulo São Paulo: Corinthians Palmeiras São PauloLocalização dos times por Estado. Localização das equipes participantes da Série A de 2025 \| | \| América-MG Athletico-PR Atlético-GO Atlético-MG Bahia Cruzeiro Cuiabá Fortaleza Grêmio Internacional Juventude RB Bragantino Santos Rio de Janeiro Rio de Janeiro: Botafogo Flamengo Fluminense Vasco da Gama São Paulo São Paulo: Corinthians Palmeiras São PauloLocalização dos times por Estado. Localização das equipes participantes da Série A de 2025 \| | Gávea                           |
| Capacidade: — | \| América-MG Athletico-PR Atlético-GO Atlético-MG Bahia Cruzeiro Cuiabá Fortaleza Grêmio Internacional Juventude RB Bragantino Santos Rio de Janeiro Rio de Janeiro: Botafogo Flamengo Fluminense Vasco da Gama São Paulo São Paulo: Corinthians Palmeiras São PauloLocalização dos times por Estado. Localização das equipes participantes da Série A de 2025 \| | \| América-MG Athletico-PR Atlético-GO Atlético-MG Bahia Cruzeiro Cuiabá Fortaleza Grêmio Internacional Juventude RB Bragantino Santos Rio de Janeiro Rio de Janeiro: Botafogo Flamengo Fluminense Vasco da Gama São Paulo São Paulo: Corinthians Palmeiras São PauloLocalização dos times por Estado. Localização das equipes participantes da Série A de 2025 \| | \| América-MG Athletico-PR Atlético-GO Atlético-MG Bahia Cruzeiro Cuiabá Fortaleza Grêmio Internacional Juventude RB Bragantino Santos Rio de Janeiro Rio de Janeiro: Botafogo Flamengo Fluminense Vasco da Gama São Paulo São Paulo: Corinthians Palmeiras São PauloLocalização dos times por Estado. Localização das equipes participantes da Série A de 2025 \| | \| América-MG Athletico-PR Atlético-GO Atlético-MG Bahia Cruzeiro Cuiabá Fortaleza Grêmio Internacional Juventude RB Bragantino Santos Rio de Janeiro Rio de Janeiro: Botafogo Flamengo Fluminense Vasco da Gama São Paulo São Paulo: Corinthians Palmeiras São PauloLocalização dos times por Estado. Localização das equipes participantes da Série A de 2025 \| | Capacidade: 8 000               |
| | \| América-MG Athletico-PR Atlético-GO Atlético-MG Bahia Cruzeiro Cuiabá Fortaleza Grêmio Internacional Juventude RB Bragantino Santos Rio de Janeiro Rio de Janeiro: Botafogo Flamengo Fluminense Vasco da Gama São Paulo São Paulo: Corinthians Palmeiras São PauloLocalização dos times por Estado. Localização das equipes participantes da Série A de 2025 \| | \| América-MG Athletico-PR Atlético-GO Atlético-MG Bahia Cruzeiro Cuiabá Fortaleza Grêmio Internacional Juventude RB Bragantino Santos Rio de Janeiro Rio de Janeiro: Botafogo Flamengo Fluminense Vasco da Gama São Paulo São Paulo: Corinthians Palmeiras São PauloLocalização dos times por Estado. Localização das equipes participantes da Série A de 2025 \| | \| América-MG Athletico-PR Atlético-GO Atlético-MG Bahia Cruzeiro Cuiabá Fortaleza Grêmio Internacional Juventude RB Bragantino Santos Rio de Janeiro Rio de Janeiro: Botafogo Flamengo Fluminense Vasco da Gama São Paulo São Paulo: Corinthians Palmeiras São PauloLocalização dos times por Estado. Localização das equipes participantes da Série A de 2025 \| | \| América-MG Athletico-PR Atlético-GO Atlético-MG Bahia Cruzeiro Cuiabá Fortaleza Grêmio Internacional Juventude RB Bragantino Santos Rio de Janeiro Rio de Janeiro: Botafogo Flamengo Fluminense Vasco da Gama São Paulo São Paulo: Corinthians Palmeiras São PauloLocalização dos times por Estado. Localização das equipes participantes da Série A de 2025 \| |                                 |
| Fluminense | \| América-MG Athletico-PR Atlético-GO Atlético-MG Bahia Cruzeiro Cuiabá Fortaleza Grêmio Internacional Juventude RB Bragantino Santos Rio de Janeiro Rio de Janeiro: Botafogo Flamengo Fluminense Vasco da Gama São Paulo São Paulo: Corinthians Palmeiras São PauloLocalização dos times por Estado. Localização das equipes participantes da Série A de 2025 \| | \| América-MG Athletico-PR Atlético-GO Atlético-MG Bahia Cruzeiro Cuiabá Fortaleza Grêmio Internacional Juventude RB Bragantino Santos Rio de Janeiro Rio de Janeiro: Botafogo Flamengo Fluminense Vasco da Gama São Paulo São Paulo: Corinthians Palmeiras São PauloLocalização dos times por Estado. Localização das equipes participantes da Série A de 2025 \| | \| América-MG Athletico-PR Atlético-GO Atlético-MG Bahia Cruzeiro Cuiabá Fortaleza Grêmio Internacional Juventude RB Bragantino Santos Rio de Janeiro Rio de Janeiro: Botafogo Flamengo Fluminense Vasco da Gama São Paulo São Paulo: Corinthians Palmeiras São PauloLocalização dos times por Estado. Localização das equipes participantes da Série A de 2025 \| | \| América-MG Athletico-PR Atlético-GO Atlético-MG Bahia Cruzeiro Cuiabá Fortaleza Grêmio Internacional Juventude RB Bragantino Santos Rio de Janeiro Rio de Janeiro: Botafogo Flamengo Fluminense Vasco da Gama São Paulo São Paulo: Corinthians Palmeiras São PauloLocalização dos times por Estado. Localização das equipes participantes da Série A de 2025 \| | Fortaleza                       |
| Estádio de Laranjeiras | \| América-MG Athletico-PR Atlético-GO Atlético-MG Bahia Cruzeiro Cuiabá Fortaleza Grêmio Internacional Juventude RB Bragantino Santos Rio de Janeiro Rio de Janeiro: Botafogo Flamengo Fluminense Vasco da Gama São Paulo São Paulo: Corinthians Palmeiras São PauloLocalização dos times por Estado. Localização das equipes participantes da Série A de 2025 \| | \| América-MG Athletico-PR Atlético-GO Atlético-MG Bahia Cruzeiro Cuiabá Fortaleza Grêmio Internacional Juventude RB Bragantino Santos Rio de Janeiro Rio de Janeiro: Botafogo Flamengo Fluminense Vasco da Gama São Paulo São Paulo: Corinthians Palmeiras São PauloLocalização dos times por Estado. Localização das equipes participantes da Série A de 2025 \| | \| América-MG Athletico-PR Atlético-GO Atlético-MG Bahia Cruzeiro Cuiabá Fortaleza Grêmio Internacional Juventude RB Bragantino Santos Rio de Janeiro Rio de Janeiro: Botafogo Flamengo Fluminense Vasco da Gama São Paulo São Paulo: Corinthians Palmeiras São PauloLocalização dos times por Estado. Localização das equipes participantes da Série A de 2025 \| | \| América-MG Athletico-PR Atlético-GO Atlético-MG Bahia Cruzeiro Cuiabá Fortaleza Grêmio Internacional Juventude RB Bragantino Santos Rio de Janeiro Rio de Janeiro: Botafogo Flamengo Fluminense Vasco da Gama São Paulo São Paulo: Corinthians Palmeiras São PauloLocalização dos times por Estado. Localização das equipes participantes da Série A de 2025 \| | CT Ribamar Bezerra              |
| Capacidade: 8 000 | \| América-MG Athletico-PR Atlético-GO Atlético-MG Bahia Cruzeiro Cuiabá Fortaleza Grêmio Internacional Juventude RB Bragantino Santos Rio de Janeiro Rio de Janeiro: Botafogo Flamengo Fluminense Vasco da Gama São Paulo São Paulo: Corinthians Palmeiras São PauloLocalização dos times por Estado. Localização das equipes participantes da Série A de 2025 \| | \| América-MG Athletico-PR Atlético-GO Atlético-MG Bahia Cruzeiro Cuiabá Fortaleza Grêmio Internacional Juventude RB Bragantino Santos Rio de Janeiro Rio de Janeiro: Botafogo Flamengo Fluminense Vasco da Gama São Paulo São Paulo: Corinthians Palmeiras São PauloLocalização dos times por Estado. Localização das equipes participantes da Série A de 2025 \| | \| América-MG Athletico-PR Atlético-GO Atlético-MG Bahia Cruzeiro Cuiabá Fortaleza Grêmio Internacional Juventude RB Bragantino Santos Rio de Janeiro Rio de Janeiro: Botafogo Flamengo Fluminense Vasco da Gama São Paulo São Paulo: Corinthians Palmeiras São PauloLocalização dos times por Estado. Localização das equipes participantes da Série A de 2025 \| | \| América-MG Athletico-PR Atlético-GO Atlético-MG Bahia Cruzeiro Cuiabá Fortaleza Grêmio Internacional Juventude RB Bragantino Santos Rio de Janeiro Rio de Janeiro: Botafogo Flamengo Fluminense Vasco da Gama São Paulo São Paulo: Corinthians Palmeiras São PauloLocalização dos times por Estado. Localização das equipes participantes da Série A de 2025 \| | Capacidade: —                   |
| | \| América-MG Athletico-PR Atlético-GO Atlético-MG Bahia Cruzeiro Cuiabá Fortaleza Grêmio Internacional Juventude RB Bragantino Santos Rio de Janeiro Rio de Janeiro: Botafogo Flamengo Fluminense Vasco da Gama São Paulo São Paulo: Corinthians Palmeiras São PauloLocalização dos times por Estado. Localização das equipes participantes da Série A de 2025 \| | \| América-MG Athletico-PR Atlético-GO Atlético-MG Bahia Cruzeiro Cuiabá Fortaleza Grêmio Internacional Juventude RB Bragantino Santos Rio de Janeiro Rio de Janeiro: Botafogo Flamengo Fluminense Vasco da Gama São Paulo São Paulo: Corinthians Palmeiras São PauloLocalização dos times por Estado. Localização das equipes participantes da Série A de 2025 \| | \| América-MG Athletico-PR Atlético-GO Atlético-MG Bahia Cruzeiro Cuiabá Fortaleza Grêmio Internacional Juventude RB Bragantino Santos Rio de Janeiro Rio de Janeiro: Botafogo Flamengo Fluminense Vasco da Gama São Paulo São Paulo: Corinthians Palmeiras São PauloLocalização dos times por Estado. Localização das equipes participantes da Série A de 2025 \| | \| América-MG Athletico-PR Atlético-GO Atlético-MG Bahia Cruzeiro Cuiabá Fortaleza Grêmio Internacional Juventude RB Bragantino Santos Rio de Janeiro Rio de Janeiro: Botafogo Flamengo Fluminense Vasco da Gama São Paulo São Paulo: Corinthians Palmeiras São PauloLocalização dos times por Estado. Localização das equipes participantes da Série A de 2025 \| |                                 |
| Grêmio | \| América-MG Athletico-PR Atlético-GO Atlético-MG Bahia Cruzeiro Cuiabá Fortaleza Grêmio Internacional Juventude RB Bragantino Santos Rio de Janeiro Rio de Janeiro: Botafogo Flamengo Fluminense Vasco da Gama São Paulo São Paulo: Corinthians Palmeiras São PauloLocalização dos times por Estado. Localização das equipes participantes da Série A de 2025 \| | \| América-MG Athletico-PR Atlético-GO Atlético-MG Bahia Cruzeiro Cuiabá Fortaleza Grêmio Internacional Juventude RB Bragantino Santos Rio de Janeiro Rio de Janeiro: Botafogo Flamengo Fluminense Vasco da Gama São Paulo São Paulo: Corinthians Palmeiras São PauloLocalização dos times por Estado. Localização das equipes participantes da Série A de 2025 \| | \| América-MG Athletico-PR Atlético-GO Atlético-MG Bahia Cruzeiro Cuiabá Fortaleza Grêmio Internacional Juventude RB Bragantino Santos Rio de Janeiro Rio de Janeiro: Botafogo Flamengo Fluminense Vasco da Gama São Paulo São Paulo: Corinthians Palmeiras São PauloLocalização dos times por Estado. Localização das equipes participantes da Série A de 2025 \| | \| América-MG Athletico-PR Atlético-GO Atlético-MG Bahia Cruzeiro Cuiabá Fortaleza Grêmio Internacional Juventude RB Bragantino Santos Rio de Janeiro Rio de Janeiro: Botafogo Flamengo Fluminense Vasco da Gama São Paulo São Paulo: Corinthians Palmeiras São PauloLocalização dos times por Estado. Localização das equipes participantes da Série A de 2025 \| | Internacional                   |
| CT Presidente Hélio Dourado | \| América-MG Athletico-PR Atlético-GO Atlético-MG Bahia Cruzeiro Cuiabá Fortaleza Grêmio Internacional Juventude RB Bragantino Santos Rio de Janeiro Rio de Janeiro: Botafogo Flamengo Fluminense Vasco da Gama São Paulo São Paulo: Corinthians Palmeiras São PauloLocalização dos times por Estado. Localização das equipes participantes da Série A de 2025 \| | \| América-MG Athletico-PR Atlético-GO Atlético-MG Bahia Cruzeiro Cuiabá Fortaleza Grêmio Internacional Juventude RB Bragantino Santos Rio de Janeiro Rio de Janeiro: Botafogo Flamengo Fluminense Vasco da Gama São Paulo São Paulo: Corinthians Palmeiras São PauloLocalização dos times por Estado. Localização das equipes participantes da Série A de 2025 \| | \| América-MG Athletico-PR Atlético-GO Atlético-MG Bahia Cruzeiro Cuiabá Fortaleza Grêmio Internacional Juventude RB Bragantino Santos Rio de Janeiro Rio de Janeiro: Botafogo Flamengo Fluminense Vasco da Gama São Paulo São Paulo: Corinthians Palmeiras São PauloLocalização dos times por Estado. Localização das equipes participantes da Série A de 2025 \| | \| América-MG Athletico-PR Atlético-GO Atlético-MG Bahia Cruzeiro Cuiabá Fortaleza Grêmio Internacional Juventude RB Bragantino Santos Rio de Janeiro Rio de Janeiro: Botafogo Flamengo Fluminense Vasco da Gama São Paulo São Paulo: Corinthians Palmeiras São PauloLocalização dos times por Estado. Localização das equipes participantes da Série A de 2025 \| | Estádio Morada dos Quero-Queros |
| Capacidade: 1 500 | \| América-MG Athletico-PR Atlético-GO Atlético-MG Bahia Cruzeiro Cuiabá Fortaleza Grêmio Internacional Juventude RB Bragantino Santos Rio de Janeiro Rio de Janeiro: Botafogo Flamengo Fluminense Vasco da Gama São Paulo São Paulo: Corinthians Palmeiras São PauloLocalização dos times por Estado. Localização das equipes participantes da Série A de 2025 \| | \| América-MG Athletico-PR Atlético-GO Atlético-MG Bahia Cruzeiro Cuiabá Fortaleza Grêmio Internacional Juventude RB Bragantino Santos Rio de Janeiro Rio de Janeiro: Botafogo Flamengo Fluminense Vasco da Gama São Paulo São Paulo: Corinthians Palmeiras São PauloLocalização dos times por Estado. Localização das equipes participantes da Série A de 2025 \| | \| América-MG Athletico-PR Atlético-GO Atlético-MG Bahia Cruzeiro Cuiabá Fortaleza Grêmio Internacional Juventude RB Bragantino Santos Rio de Janeiro Rio de Janeiro: Botafogo Flamengo Fluminense Vasco da Gama São Paulo São Paulo: Corinthians Palmeiras São PauloLocalização dos times por Estado. Localização das equipes participantes da Série A de 2025 \| | \| América-MG Athletico-PR Atlético-GO Atlético-MG Bahia Cruzeiro Cuiabá Fortaleza Grêmio Internacional Juventude RB Bragantino Santos Rio de Janeiro Rio de Janeiro: Botafogo Flamengo Fluminense Vasco da Gama São Paulo São Paulo: Corinthians Palmeiras São PauloLocalização dos times por Estado. Localização das equipes participantes da Série A de 2025 \| | Capacidade: 1 487               |
| | \| América-MG Athletico-PR Atlético-GO Atlético-MG Bahia Cruzeiro Cuiabá Fortaleza Grêmio Internacional Juventude RB Bragantino Santos Rio de Janeiro Rio de Janeiro: Botafogo Flamengo Fluminense Vasco da Gama São Paulo São Paulo: Corinthians Palmeiras São PauloLocalização dos times por Estado. Localização das equipes participantes da Série A de 2025 \| | \| América-MG Athletico-PR Atlético-GO Atlético-MG Bahia Cruzeiro Cuiabá Fortaleza Grêmio Internacional Juventude RB Bragantino Santos Rio de Janeiro Rio de Janeiro: Botafogo Flamengo Fluminense Vasco da Gama São Paulo São Paulo: Corinthians Palmeiras São PauloLocalização dos times por Estado. Localização das equipes participantes da Série A de 2025 \| | \| América-MG Athletico-PR Atlético-GO Atlético-MG Bahia Cruzeiro Cuiabá Fortaleza Grêmio Internacional Juventude RB Bragantino Santos Rio de Janeiro Rio de Janeiro: Botafogo Flamengo Fluminense Vasco da Gama São Paulo São Paulo: Corinthians Palmeiras São PauloLocalização dos times por Estado. Localização das equipes participantes da Série A de 2025 \| | \| América-MG Athletico-PR Atlético-GO Atlético-MG Bahia Cruzeiro Cuiabá Fortaleza Grêmio Internacional Juventude RB Bragantino Santos Rio de Janeiro Rio de Janeiro: Botafogo Flamengo Fluminense Vasco da Gama São Paulo São Paulo: Corinthians Palmeiras São PauloLocalização dos times por Estado. Localização das equipes participantes da Série A de 2025 \| |                                 |
| Juventude | Palmeiras | Red Bull Bragantino | Santos | São Paulo | Vasco da Gama                   |
| Homero Soldatelli | Allianz Parque | CPD Atibaia | CT Rei Pelé | CT de Cotia | São Januário                    |
| Capacidade: 1 500 | Capacidade: 43 713 | Capacidade: 1 000 | Capacidade: — | Capacidade: 1 500 | Capacidade: 21 680              |
| | | | | |                                 |
| América-MG Athletico-PR Atlético-GO Atlético-MG Bahia Cruzeiro Cuiabá Fortaleza Grêmio Internacional Juventude RB Bragantino Santos Rio de Janeiro Rio de Janeiro: Botafogo Flamengo Fluminense Vasco da Gama São Paulo São Paulo: Corinthians Palmeiras São PauloLocalização dos times por Estado. Localização das equipes participantes da Série A de 2025 | | | | |                                 |

### Outros estádios
Além dos estádios e CT's de mando usual, outros estádios são utilizados devido a punições de perda de mando de campo impostas pelo Superior Tribunal de Justiça Desportiva ou por conta de problemas de interdição dos estádios usuais ou simplesmente por opção dos clubes em mandar seus jogos em outros locais, geralmente buscando uma melhor renda.

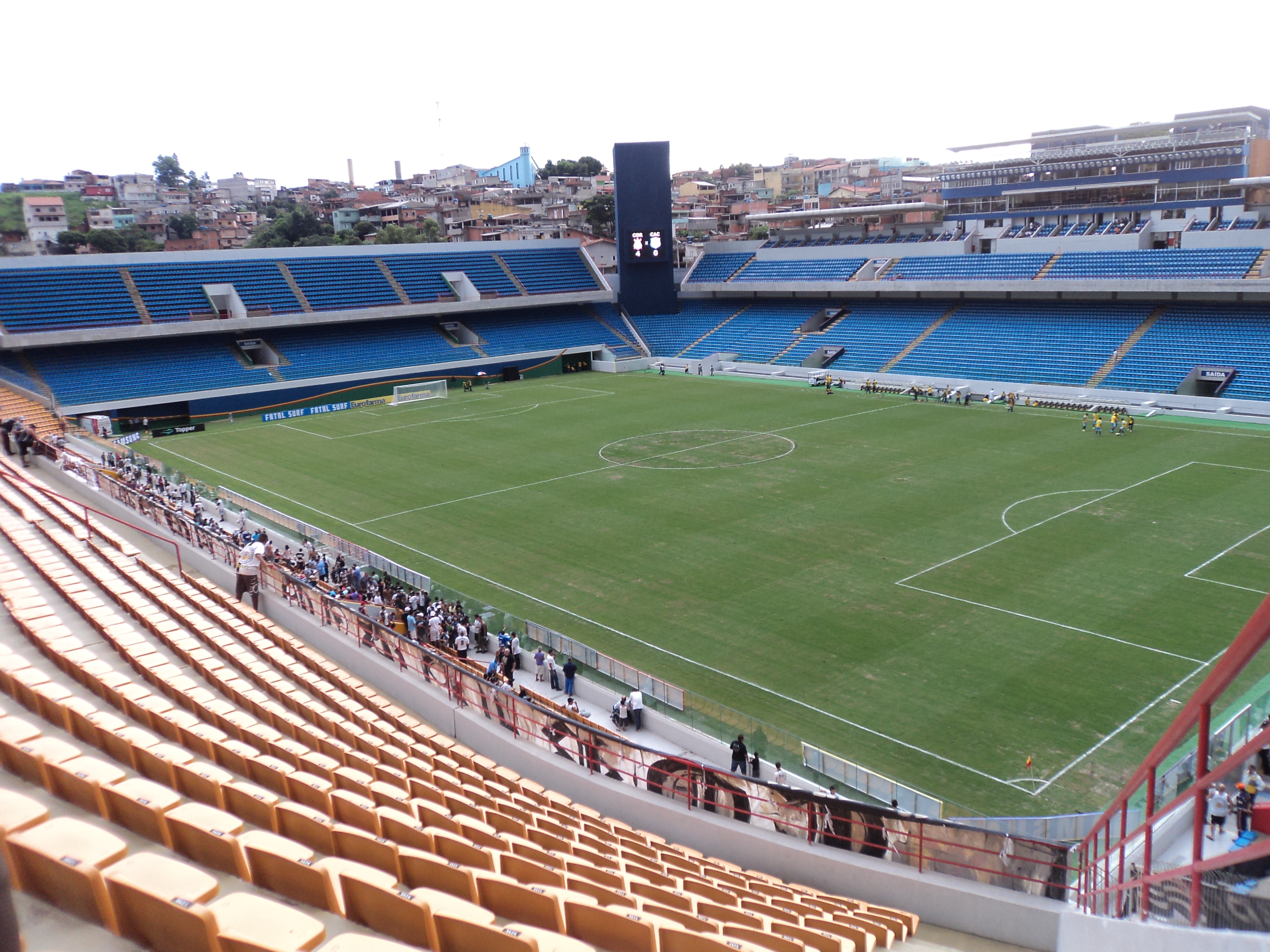
Arena Barueri (Barueri)
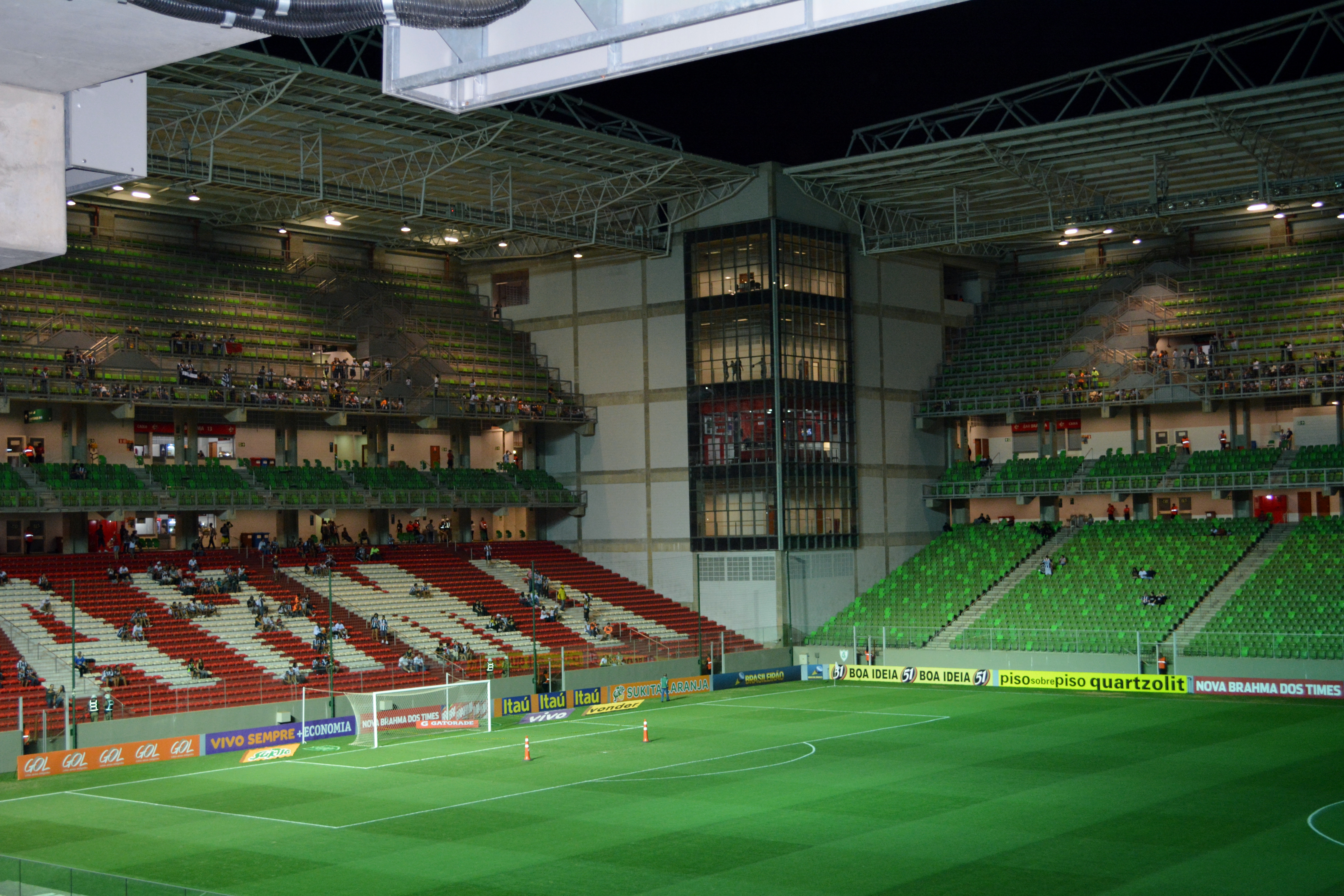
Independência (Belo Horizonte)
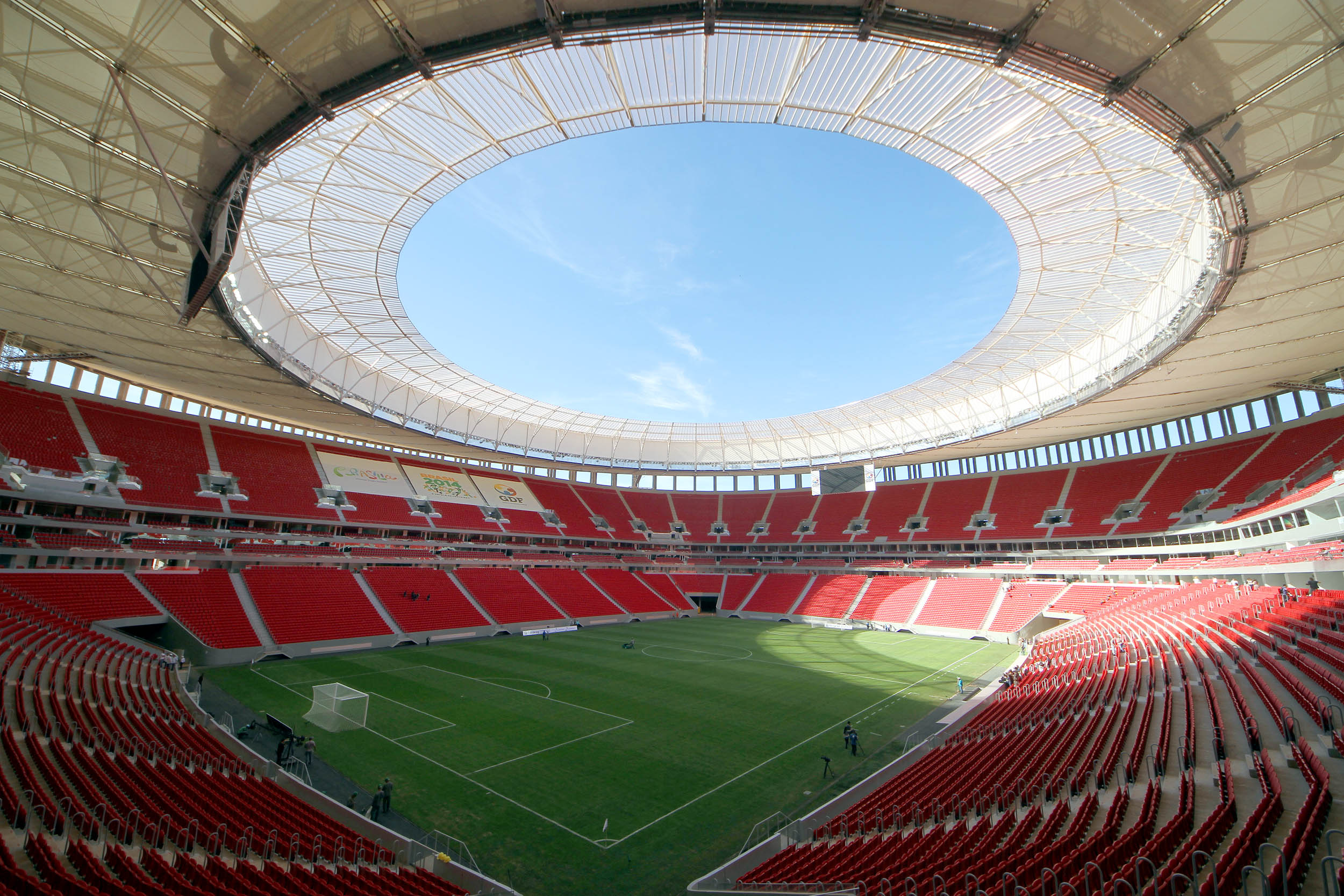
Mané Garrincha (Brasília)
Couto Pereira (Curitiba)
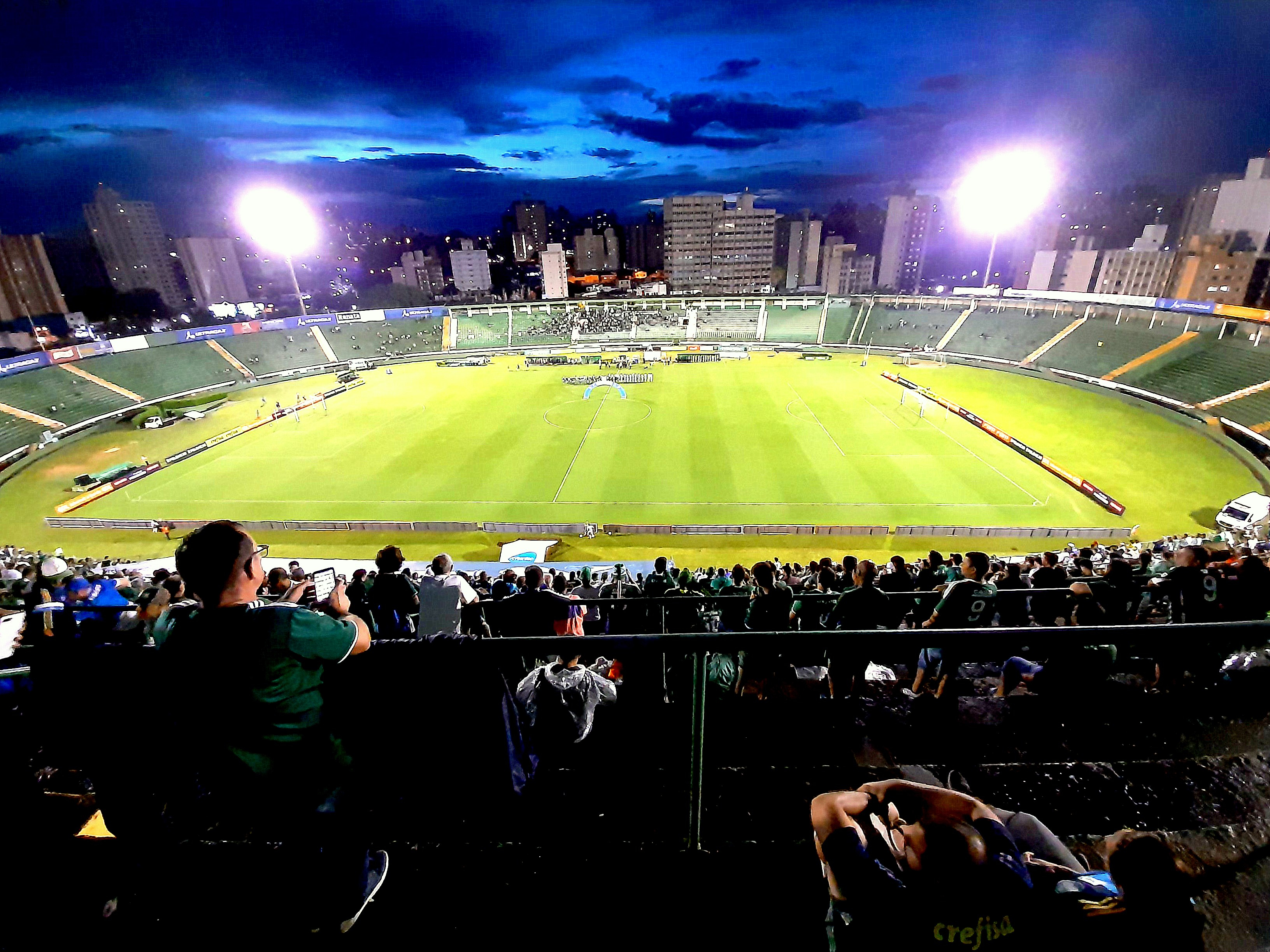
Brinco de Ouro (Campinas)
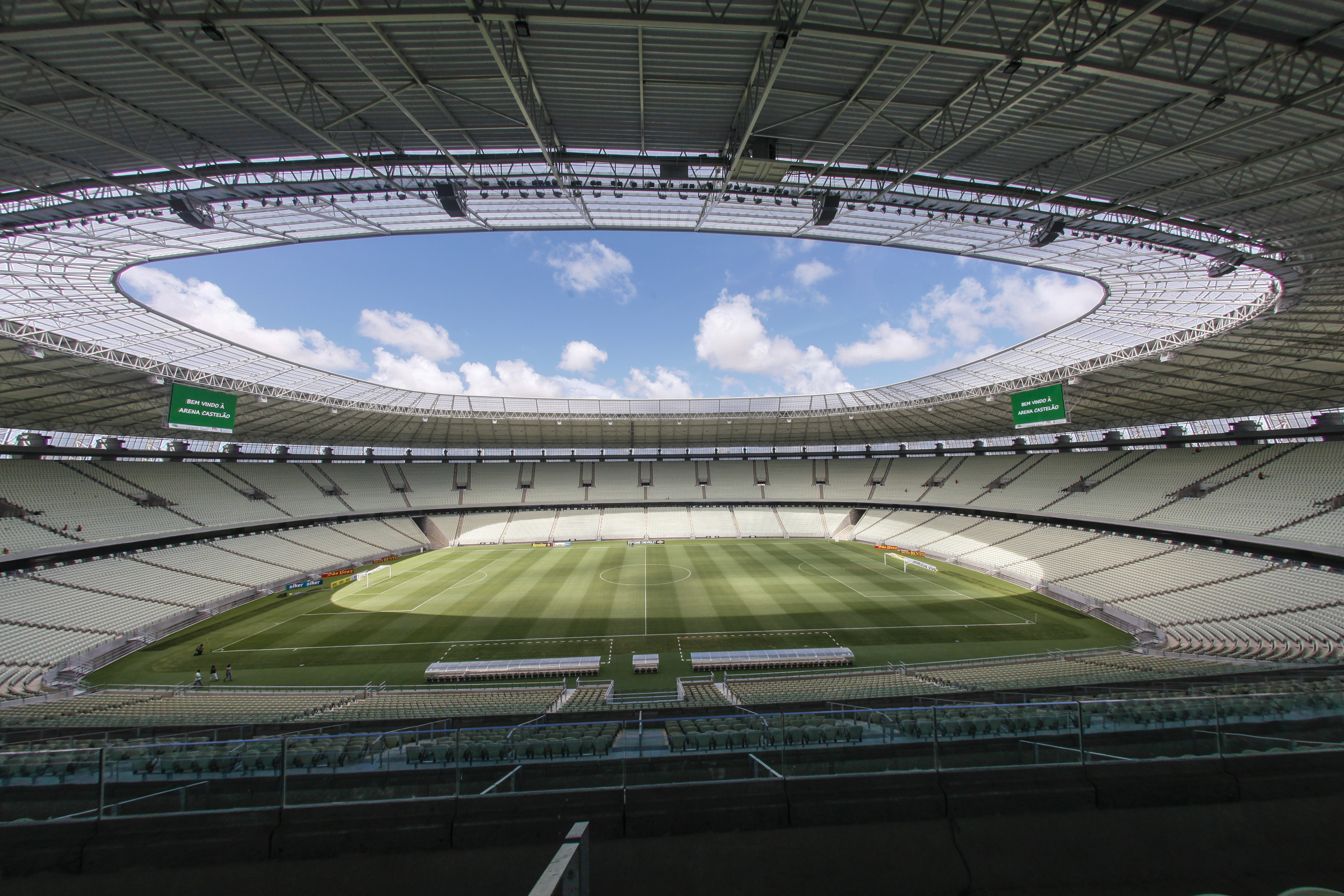
Arena Castelão (Fortaleza)
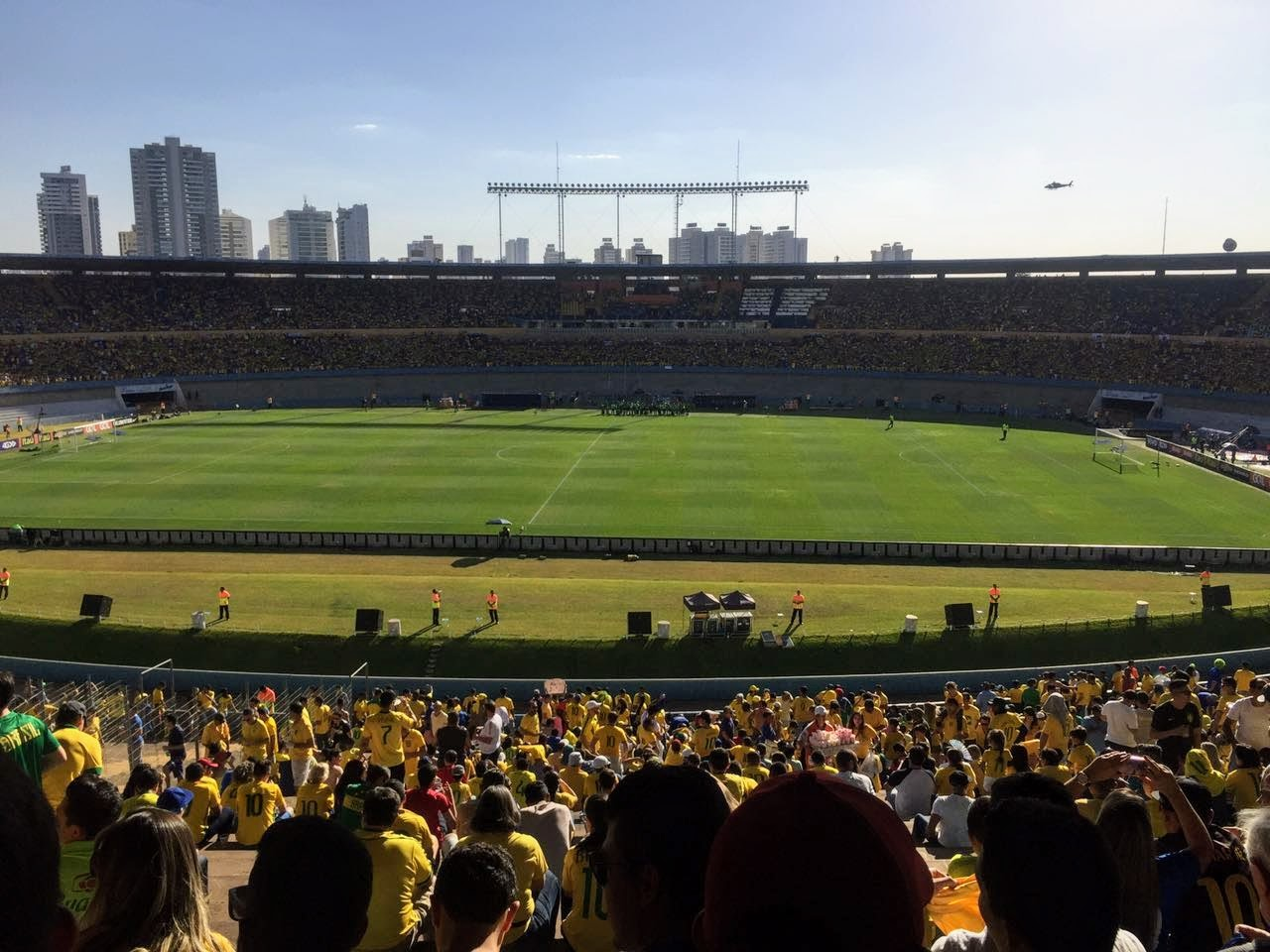
Serra Dourada (Goiânia)
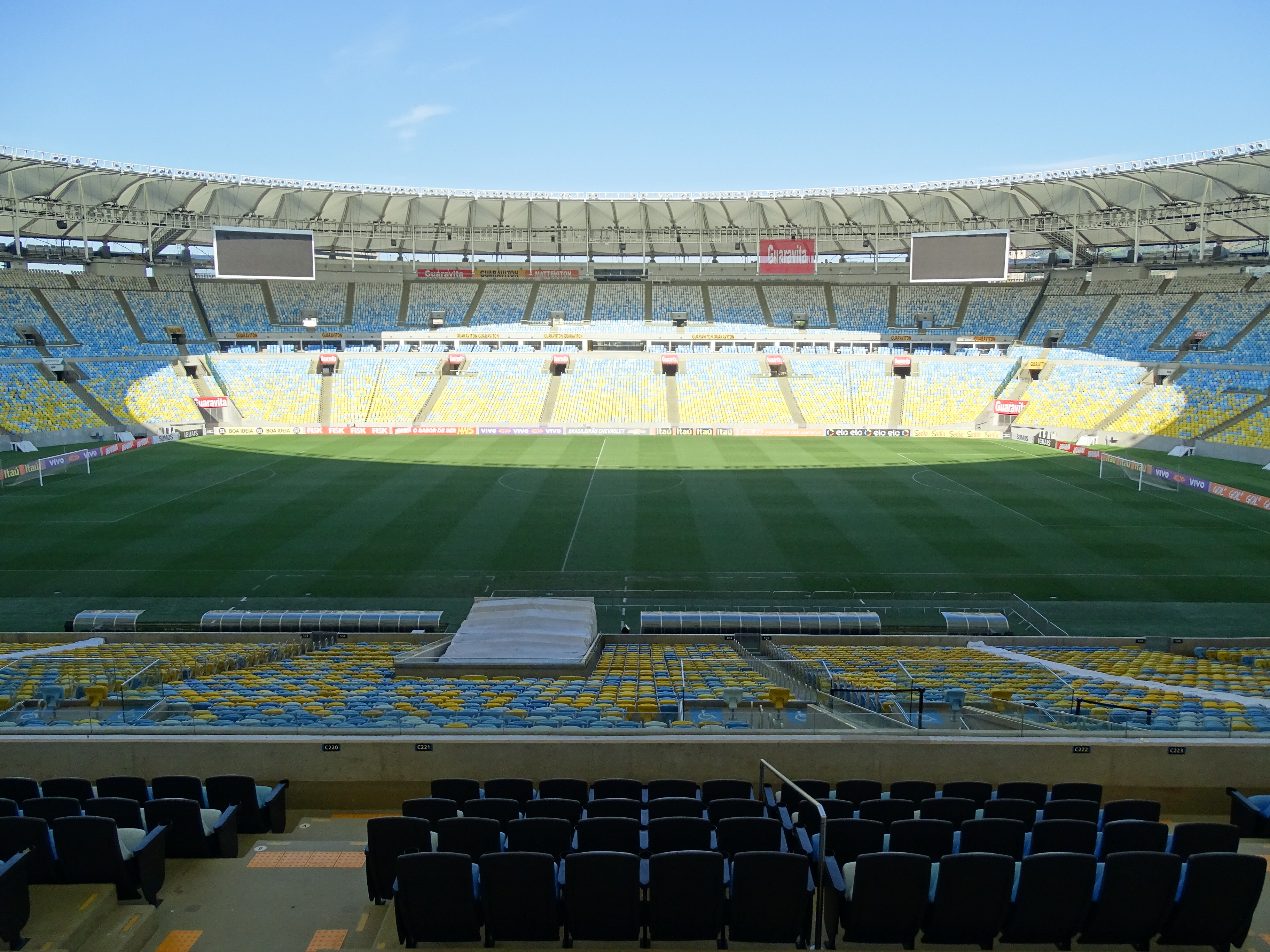
Maracanã (Rio de Janeiro)
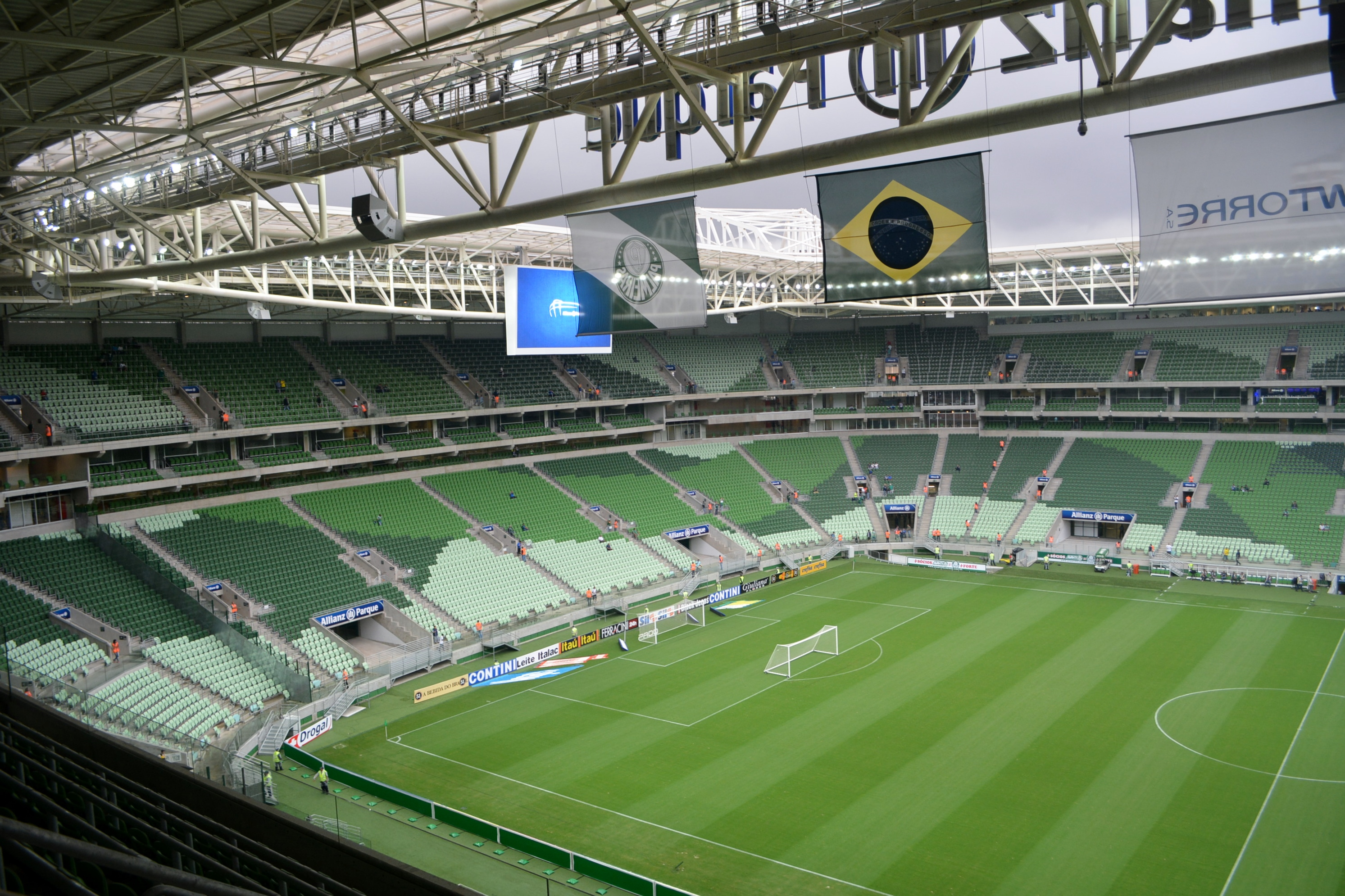
Allianz Parque (São Paulo)
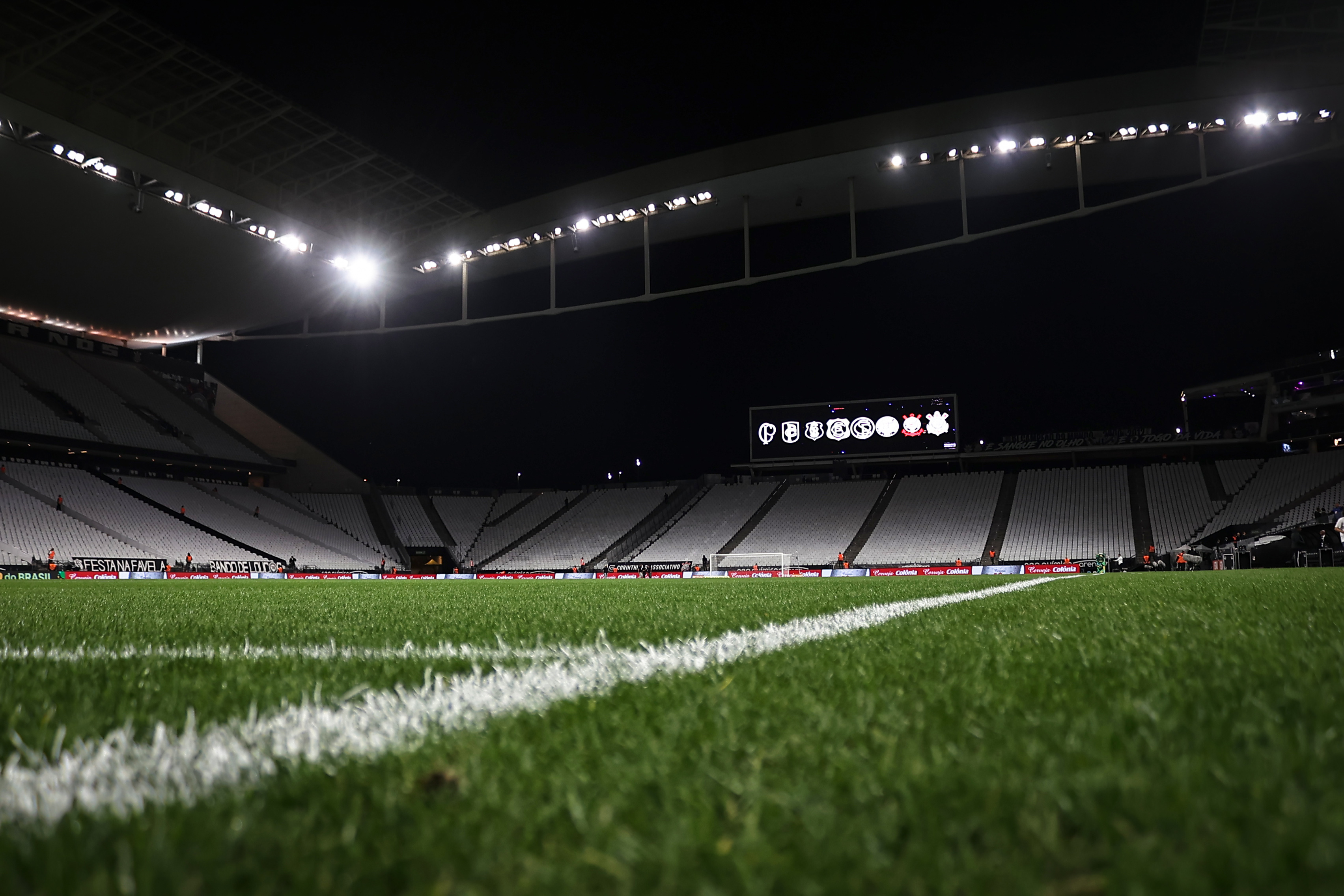
Neo Química Arena (São Paulo)
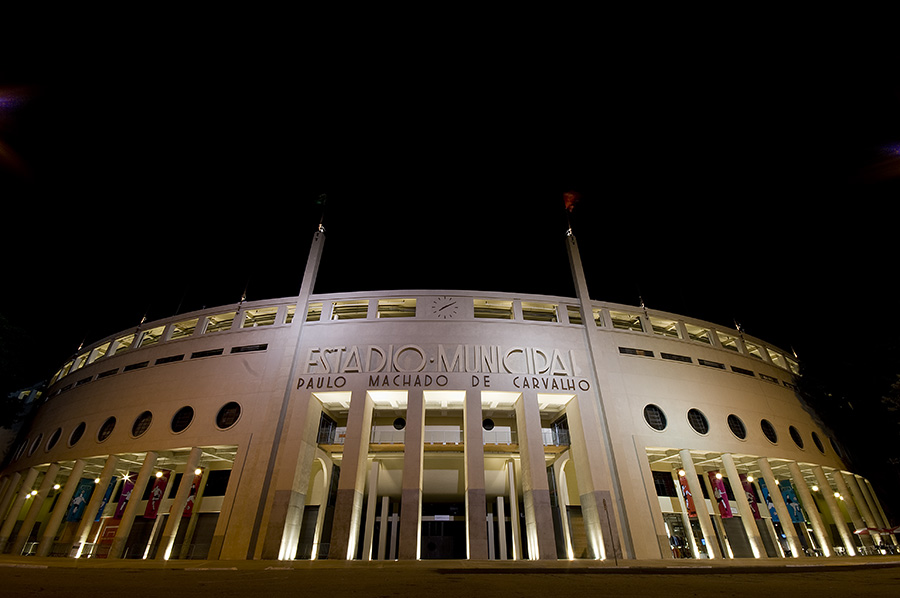
Mercado Livre Arena Pacaembu (São Paulo)
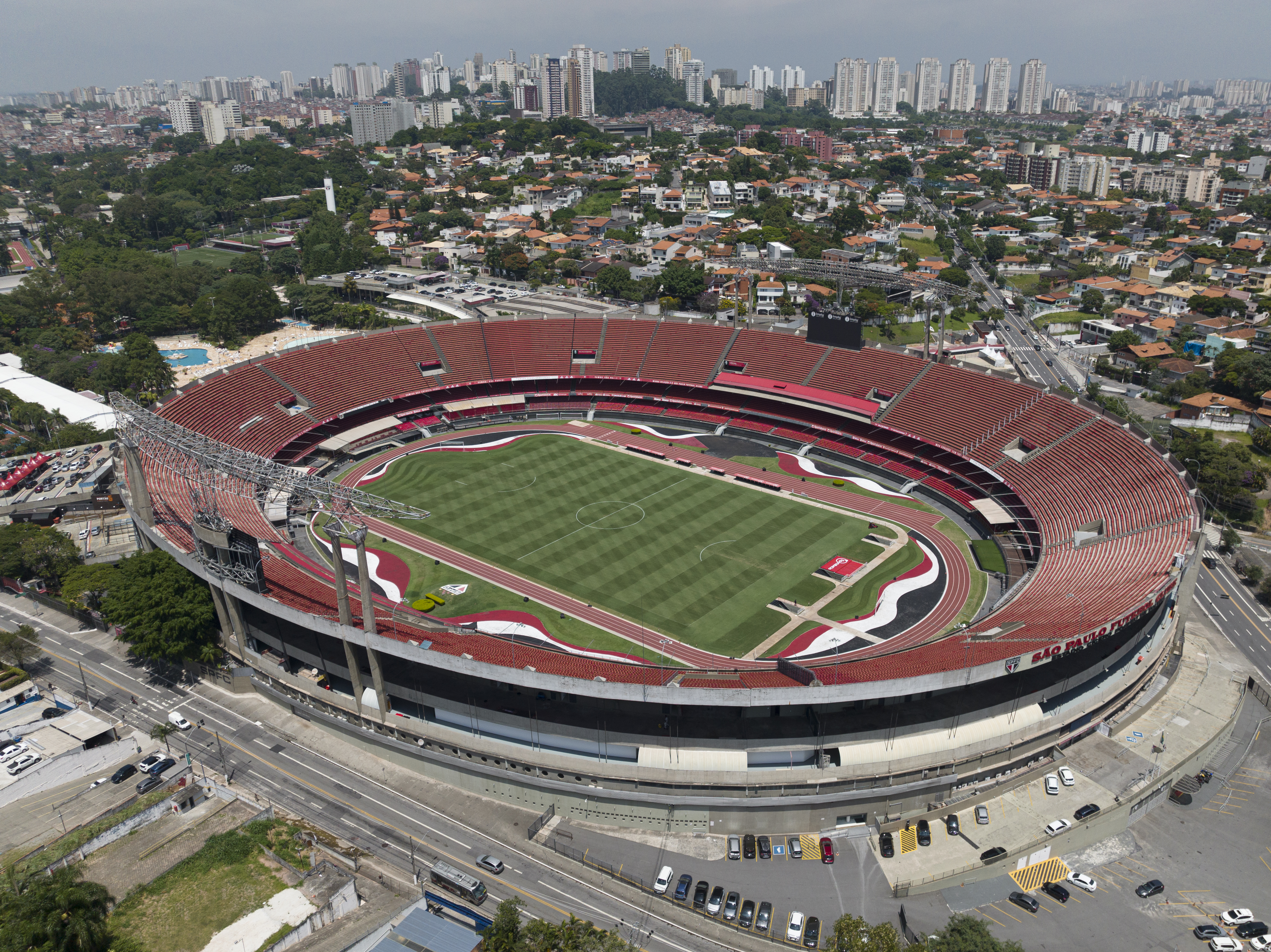
MorumBIS (São Paulo)

## Primeira fase

### Classificação
| Pos | Equipe               | Pts | J  | V  | E | D  | GP | GC | SG  | Classificação ou descenso    |
| --- | -------------------- | --- | -- | -- | - | -- | -- | -- | --- | ---------------------------- |
| 1   | Palmeiras            | 45  | 19 | 14 | 3 | 2  | 44 | 21 | +23 | Classificação à segunda fase |
| 2   | Red Bull Bragantino  | 42  | 19 | 12 | 6 | 1  | 34 | 14 | +20 | Classificação à segunda fase |
| 3   | Athletico Paranaense | 35  | 19 | 11 | 2 | 6  | 25 | 18 | +7  | Classificação à segunda fase |
| 4   | Flamengo             | 33  | 19 | 10 | 3 | 6  | 30 | 24 | +6  | Classificação à segunda fase |
| 5   | Cruzeiro             | 32  | 19 | 10 | 2 | 7  | 35 | 21 | +14 | Classificação à segunda fase |
| 6   | Vasco da Gama        | 32  | 19 | 9  | 5 | 5  | 36 | 24 | +12 | Classificação à segunda fase |
| 7   | Fortaleza            | 30  | 19 | 9  | 3 | 7  | 25 | 25 | 0   | Classificação à segunda fase |
| 8   | Juventude            | 30  | 19 | 9  | 3 | 7  | 19 | 22 | −3  | Classificação à segunda fase |
| 9   | Santos               | 28  | 19 | 7  | 7 | 5  | 39 | 28 | +11 |                              |
| 10  | São Paulo            | 27  | 19 | 7  | 6 | 6  | 28 | 27 | +1  |                              |
| 11  | Fluminense           | 26  | 19 | 8  | 2 | 9  | 26 | 26 | 0   |                              |
| 12  | Botafogo             | 26  | 19 | 7  | 5 | 7  | 30 | 33 | −3  |                              |
| 13  | América Mineiro      | 25  | 19 | 6  | 7 | 6  | 18 | 15 | +3  |                              |
| 14  | Cuiabá               | 21  | 19 | 5  | 6 | 8  | 22 | 22 | 0   |                              |
| 15  | Corinthians          | 20  | 19 | 4  | 8 | 7  | 24 | 35 | −11 |                              |
| 16  | Bahia                | 19  | 19 | 6  | 1 | 12 | 24 | 28 | −4  |                              |
| 17  | Grêmio               | 17  | 19 | 5  | 2 | 12 | 20 | 40 | −20 |                              |
| 18  | Internacional        | 15  | 19 | 4  | 3 | 12 | 16 | 29 | −13 | Rebaixados a Série B de 2026 |
| 19  | Atlético Mineiro     | 14  | 19 | 2  | 8 | 9  | 25 | 37 | −12 | Rebaixados a Série B de 2026 |
| 20  | Atlético Goianiense  | 10  | 19 | 2  | 4 | 13 | 15 | 46 | −31 | Rebaixados a Série B de 2026 |

## Confrontos
| Mandante \ Visitante | AMM | ATP | ATG | ATM | BAH | BOT | COR | CRU | CUI | FLA | FLU | FOR | GRE | INT | JUV | PAL | RBB | SAN | SPA | VAS |
| -------------------- | --- | --- | --- | --- | --- | --- | --- | --- | --- | --- | --- | --- | --- | --- | --- | --- | --- | --- | --- | --- |
| América Mineiro      | —   |     | 5–0 | 2–1 |     |     |     |     | 0–0 |     |     | 0–1 | 1–0 |     | 2–0 |     | 0–0 | 0–1 |     | 1–1 |
| Athletico Paranaense | 0–0 | —   |     | 2–1 |     |     | 4–0 |     | 3–0 | 2–1 |     |     |     | 1–0 | 1–1 |     |     |     | 2–3 |     |
| Atlético Goianiense  |     |     | —   | 2–2 | 1–2 |     |     |     | 1–0 | 1–3 |     |     |     | 1–2 | 1–0 |     | 1–4 | 1–1 |     |     |
| Atlético Mineiro     |     |     |     | —   | 3–1 | 2–2 |     | 1–1 | 0–0 |     |     |     |     | 1–1 | 3–2 | 0–3 | 2–3 | 1–1 |     | 1–1 |
| Bahia                | 0–1 | 1–0 |     |     | —   | 3–0 | 1–2 | 0–2 |     |     | 2–1 |     | 1–2 |     |     |     |     | 0–0 |     | 5–1 |
| Botafogo             | 2–0 | 1–2 | 4–1 |     |     | —   | 2–2 | 2–1 |     |     | 3–1 | 3–2 | 4–0 |     |     |     |     |     | 0–0 | 1–1 |
| Corinthians          | 1–1 |     | 2–2 | 3–2 |     |     | —   |     | 0–0 |     |     | 2–3 | 1–1 |     | 0–0 |     | 0–3 | 4–4 |     | 1–1 |
| Cruzeiro             | 2–1 | 0–1 | 4–1 |     |     |     | 0–1 | —   |     | 0–1 | 3–0 | 4–1 | 5–1 |     |     |     |     |     | 0–1 |     |
| Cuiabá               |     |     |     |     | 2–1 | 3–0 |     | 0–2 | —   |     |     |     |     | 1–0 | 6–0 | 2–2 | 0–1 | 2–2 |     | 0–1 |
| Flamengo             | 0–0 |     |     | 4–2 | 2–0 | 2–2 | 1–2 |     | 3–0 | —   |     |     |     | 2–0 | 1–1 |     |     | 2–1 |     | 0–5 |
| Fluminense           | 1–1 | 1–0 | 3–0 | 2–0 |     |     | 4–1 |     | 2–1 | 1–2 | —   | 0–1 | 2–1 |     |     |     |     |     | 2–0 |     |
| Fortaleza            |     |     | 2–0 | 3–0 | 1–0 |     |     |     | 1–0 | 0–1 |     | —   |     | 2–1 | 2–0 | 2–2 | 0–0 |     | 1–1 |     |
| Grêmio               |     | 1–2 | 2–0 | 2–2 |     |     |     |     | 2–4 | 2–1 |     | 2–1 | —   | 2–1 | 0–1 | 1–2 | 0–2 |     | 1–5 |     |
| Internacional        | 0–2 |     |     |     | 0–3 | 2–1 | 1–0 | 0–2 |     |     | 3–1 |     |     | —   | 0–1 |     |     | 2–4 |     | 1–1 |
| Juventude            |     |     |     |     | 3–1 | 2–1 |     | 1–0 |     |     | 2–0 |     | 1–0 |     | —   | 2–0 | 0–2 | 2–1 |     | 0–1 |
| Palmeiras            | 4–1 | 2–1 | 0–2 |     | 2–1 | 5–0 | 2–0 | 3–0 |     | 2–1 | 3–2 |     |     | 2–1 |     | —   |     |     | 3–2 |     |
| Red Bull Bragantino  |     | 4–0 |     |     | 2–1 | 0–1 |     | 3–3 |     | 2–1 |     |     |     | 1–0 |     | 2–1 | —   | 1–1 | 0–0 |     |
| Santos               |     | 2–1 |     |     | 3–1 | 4–1 |     | 2–3 |     |     | 1–2 | 4–0 | 3–0 |     |     | 2–2 |     | —   |     | 1–2 |
| São Paulo            | 1–0 |     |     | 2–1 |     |     | 3–2 |     | 1–1 | 1–2 |     |     |     | 1–1 |     |     |     | 2–4 | —   |     |
| Vasco da Gama        |     | 0–1 | 6–1 |     |     |     |     | 1–3 |     |     | 1–0 | 4–2 | 2–0 |     |     | 1–2 | 2–3 |     | 4–1 | —   |

## Desempenho por rodada
Posições de cada clube por rodada:
| Rodada ↓ | AMM | ATP | ATG | ATM | BAH | BOT | COR | CRU | CUI | FLA | FLU | FOR | GRE | INT | JUV | PAL | RBB | SAN | SPA | VAS |
| -------- | --- | --- | --- | --- | --- | --- | --- | --- | --- | --- | --- | --- | --- | --- | --- | --- | --- | --- | --- | --- |
| 1ª       | 11  | 20  | 13  | 15  | 12  | 16  | 8   | 4   | 18  | 5   | 6   | 17  | 19  | 9   | 7   | 14  | 2   | 3   | 1   | 10  |
| 2ª       | 16  | 12  | 14  | 17  | 20  | 10  | 6   | 1   | 7   | 8   | 9   | 18  | 19  | 2   | 13  | 11  | 4   | 5   | 3   | 15  |
| 3ª       | 19  | 16  | 20  | 17  | 13  | 14  | 7   | 1   | 9   | 15  | 12  | 11  | 18  | 4   | 6   | 5   | 2   | 3   | 10  | 8   |
| 4ª       | 16  | 8   | 20  | 12  | 18  | 15  | 10  | 1   | 14  | 9   | 17  | 13  | 19  | 7   | 2   | 6   | 3   | 4   | 11  | 5   |
| 5ª       | 15  | 9   | 20  | 13  | 11  | 19  | 14  | 1   | 8   | 10  | 18  | 16  | 17  | 12  | 3   | 2   | 4   | 5   | 6   | 7   |
| 6ª       | 17  | 4   | 20  | 16  | 7   | 19  | 10  | 2   | 11  | 5   | 14  | 12  | 18  | 15  | 1   | 3   | 6   | 8   | 9   | 13  |
| 7ª       | 17  | 3   | 20  | 16  | 9   | 19  | 12  | 2   | 13  | 8   | 14  | 6   | 15  | 18  | 4   | 1   | 5   | 10  | 11  | 7   |
| 8ª       | 12  | 2   | 20  | 17  | 10  | 18  | 13  | 5   | 14  | 7   | 15  | 6   | 16  | 19  | 3   | 1   | 4   | 11  | 8   | 9   |
| 9ª       | 9   | 2   | 18  | 19  | 13  | 14  | 15  | 7   | 16  | 4   | 12  | 3   | 17  | 20  | 5   | 1   | 6   | 8   | 11  | 10  |
| 10ª      | 7   | 2   | 17  | 18  | 14  | 11  | 15  | 9   | 16  | 3   | 13  | 6   | 19  | 20  | 4   | 1   | 5   | 10  | 12  | 8   |
| 11ª      | 8   | 2   | 19  | 18  | 12  | 15  | 14  | 10  | 16  | 4   | 11  | 7   | 20  | 17  | 5   | 1   | 3   | 9   | 13  | 6   |
| 12ª      | 8   | 2   | 20  | 16  | 10  | 11  | 15  | 9   | 19  | 4   | 13  | 7   | 18  | 17  | 5   | 1   | 3   | 12  | 14  | 6   |
| 13ª      | 6   | 3   | 20  | 17  | 13  | 10  | 11  | 7   | 19  | 8   | 11  | 5   | 18  | 16  | 4   | 1   | 2   | 14  | 15  | 9   |
| 14ª      | 3   | 5   | 20  | 19  | 15  | 10  | 14  | 4   | 17  | 6   | 13  | 9   | 16  | 18  | 7   | 1   | 2   | 11  | 12  | 8   |
| 15ª      | 7   | 4   | 20  | 19  | 16  | 13  | 14  | 3   | 17  | 5   | 11  | 6   | 15  | 18  | 8   | 1   | 2   | 12  | 10  | 9   |
| 16ª      | 8   | 4   | 20  | 19  | 16  | 11  | 14  | 3   | 18  | 5   | 9   | 7   | 15  | 17  | 6   | 1   | 2   | 12  | 13  | 10  |
| 17ª      | 9   | 4   | 20  | 19  | 16  | 11  | 14  | 3   | 18  | 6   | 10  | 7   | 15  | 17  | 5   | 1   | 2   | 12  | 13  | 8   |
| 18ª      | 11  | 4   | 20  | 18  | 14  | 13  | 15  | 3   | 16  | 5   | 9   | 6   | 17  | 18  | 7   | 1   | 2   | 10  | 12  | 8   |
| 19ª      | 13  | 3   | 20  | 19  | 16  | 12  | 14  | 5   | 15  | 4   | 11  | 7   | 17  | 18  | 8   | 1   | 2   | 9   | 10  | 6   |
| Rodada ↑ | AMM | ATP | ATG | ATM | BAH | BOT | COR | CRU | CUI | FLA | FLU | FOR | GRE | INT | JUV | PAL | RBB | SAN | SPA | VAS |

| Líder e Segunda fase Vice-líder e Segunda fase Segunda fase Zona de rebaixamento à Série B de 2026 |

## Segunda fase
Em itálico, os times que possuem o mando de campo no primeiro jogo do confronto. Em negrito, os clubes classificados
|  | Quartas de final     | Quartas de final     |   |                     | Semifinais   | Semifinais   |  |                     | Final             | Final             | Final             | Final             |  |  |
|  | 30 à 31 de julho     | 30 à 31 de julho     |   |                     | 15 de agosto | 15 de agosto |  |                     | 20 e 27 de agosto | 20 e 27 de agosto | 20 e 27 de agosto | 20 e 27 de agosto |  |  |
|  |                      |                      |   |                     |              |              |  |                     |                   |                   |                   |                   |  |  |
|  | Red Bull Bragantino  | 3                    |   |                     |              |              |  |                     |                   |                   |                   |                   |  |  |
|  | Fortaleza            | 2                    |   |                     |              |              |  |                     |                   |                   |                   |                   |  |  |
|  | Fortaleza            | 2                    |   | Red Bull Bragantino | 5            |              |  |                     |                   |                   |                   |                   |  |  |
|  |                      |                      |   | Red Bull Bragantino | 5            |              |  |                     |                   |                   |                   |                   |  |  |
|  |                      | Athletico Paranaense | 1 |                     |              |              |  |                     |                   |                   |                   |                   |  |  |
|  | Athletico Paranaense | Athletico Paranaense | 1 | 4                   |              |              |  |                     |                   |                   |                   |                   |  |  |
|  | Athletico Paranaense |                      |   | 4                   |              |              |  |                     |                   |                   |                   |                   |  |  |
|  | Vasco da Gama        | 2                    |   |                     |              |              |  |                     |                   |                   |                   |                   |  |  |
|  | Vasco da Gama        | 2                    |   |                     |              |              |  | Red Bull Bragantino | 1                 |                   |                   |                   |  |  |
|  |                      |                      |   |                     |              |              |  | Red Bull Bragantino | 1                 |                   |                   |                   |  |  |
|  |                      | Palmeiras            | 1 |                     |              |              |  |                     |                   |                   |                   |                   |  |  |
|  | Palmeiras            | Palmeiras            | 1 | 3                   |              |              |  |                     |                   |                   |                   |                   |  |  |
|  | Palmeiras            |                      |   | 3                   |              |              |  |                     |                   |                   |                   |                   |  |  |
|  | Juventude            | 1                    |   |                     |              |              |  |                     |                   |                   |                   |                   |  |  |
|  | Juventude            | 1                    |   | Palmeiras           | 2            |              |  |                     |                   |                   |                   |                   |  |  |
|  |                      |                      |   | Palmeiras           | 2            |              |  |                     |                   |                   |                   |                   |  |  |
|  |                      | Cruzeiro             | 1 |                     |              |              |  |                     |                   |                   |                   |                   |  |  |
|  | Flamengo             | Cruzeiro             | 1 | 1 (3)               |              |              |  |                     |                   |                   |                   |                   |  |  |
|  | Flamengo             |                      |   | 1 (3)               |              |              |  |                     |                   |                   |                   |                   |  |  |
|  | Cruzeiro (pen)       | 1 (4)                |   |                     |              |              |  |                     |                   |                   |                   |                   |  |  |

### Quartas de final
| 31 de julho   | Palmeiras                                           | 3 – 1                                 | Juventude    | Arena Barueri, Barueri                                                  |
| 16:00 (UTC−3) | Rodrigo 7' · Thalys Henrique 35' · Marcio Vitor 90' | Súmula (CBF) Boletim financeiro (CBF) | Bernardo 74' | Público: 155 Renda: Sem renda Árbitro: SP Herminio Henrique Kuhn Daldem |

| 30 de julho   | Flamengo       | 1 – 1                                 | Cruzeiro              | Luso-Brasileiro, Rio de Janeiro |
| 15:00 (UTC−3) | Pedro Leão 46' | Súmula (CBF) Boletim financeiro (CBF) | Cauan Baptistella 27' | Árbitro: RJ Lucas Coelho Santos |

|                                                   |       | Penalidades                                                |  |
| Iago Pedro Leão Wanderson Junior Guilherme Lorran | 3 – 4 | Bruno Alves Rhuan Gabriel Cauan Baptistella William Kaiquy |  |

| 31 de julho   | Red Bull Bragantino                      | 3 – 2                                 | Fortaleza         | CT Red Bull Bragantino, Atibaia         |
| 19:00 (UTC−3) | Yuri Leles 44' · Alexandre Pena 58', 66' | Súmula (CBF) Boletim financeiro (CBF) | Peterson 27', 70' | Árbitro: SP Guilherme Francisco Rosário |

| 31 de julho   | Athletico Paranaense                | 4 – 2                                 | Vasco da Gama              | CT do Caju, Curitiba              |
| 16:00 (UTC−3) | Lima 22', 84', 90+2' · Chiqueti 79' | Súmula (CBF) Boletim financeiro (CBF) | Leonardo 56' · Euder 90+4' | Árbitro: PR Andre Ricardo Martins |

### Semifinal
| 15 de agosto | Palmeiras                   | 2 – 1                                 | Cruzeiro        | Allianz Parque, São Paulo                       |
| 18:30        | Gilberto 37' · Riquelme 78' | Súmula (CBF) Boletim financeiro (CBF) | Rayan Lelis 11' | Público: 11 922 Árbitro: SP Guilherme Francisco |

| 15 de agosto | Red Bull Bragantino                                                    | 5 – 1                                 | Athletico Paranaense | Estádio Nabi Abi Chedid, Bragança Paulista |
| 19:00        | Yuri Souza 22', 77' · Gabriel Lopes 28' · Luis Gustavo 35' · Kevyn 85' | Súmula (CBF) Boletim financeiro (CBF) | Juliano Santini 68'  | Árbitro: SP Gabriel Furlan                 |

### Final
Ida
| 20 de agosto | Red Bull Bragantino | 1 – 1                                 | Palmeiras      | Estádio Nabi Abi Chedid, Bragança Paulista        |
| 18:00        | Yuri Leles 16'      | Súmula (CBF) Boletim financeiro (CBF) | Erick Belé 23' | Renda: R$ Árbitro: SC Franciel dos Santos Martins |

Volta
| 27 de agosto | Palmeiras | –                                     | Red Bull Bragantino | Allianz Parque, São Paulo |
| 21:00        |           | Súmula (CBF) Boletim financeiro (CBF) |                     | Renda: R$                 |

## Classificação geral
A seguir, uma tabela classificando os clubes de acordo com a fase alcançada, considerando como critério de desempate — após os próprios critérios de desempate da competição — a ordem alfabética.

## Estatísticas

### Artilharia
| Pos. | Jogador           | Equipe        | Gols |
| ---- | ----------------- | ------------- | ---- |
| 1    | Luca Meirelles    | Santos        | 13   |
| 2    | Cauan Baptistella | Cruzeiro      | 12   |
| 3    | Pedro Leão        | Flamengo      | 9    |
| 4    | Léo Jacó          | Vasco da Gama | 8    |
| 4    | Erick Belé        | Palmeiras     | 8    |
| 4    | Riquelme Fillipi  | Palmeiras     | 8    |

### Hat-tricks
| Jogador    | Clube                | Adversário           | Placar  | Data        | Ref.   |
| ---------- | -------------------- | -------------------- | ------- | ----------- | ------ |
| Yuri Leles | Red Bull Bragantino  | Athletico Paranaense | 4–0 (C) | 12 de março | [ 11 ] |
| Gui Negão  | Corinthians          | Atlético Mineiro     | 3-2 (C) | 14 de abril | [ 12 ] |
| Lima       | Athletico Paranaense | Vasco da Gama        | 4–2 (C) | 31 de julho | [ 13 ] |